# Lawra
Lawra è una città del Ghana nella Regione Occidentale Superiore. È conosciuta per la fabbricazione di strumenti musicali, e per il Kobine (il festival della raccolta) con importanti eventi musicali e di danza.
La città fu un centro amministrativo per le autorità coloniali britanniche. Le rovine di un'era coloniale sono ancora presenti.
Oggi è il capoluogo del Distretto di Lawra, con una popolazione di circa 10 000 abitanti e serve come centro per l'amministrazione locale tribale e politico.